# Rabl
Rabl ist ein ursprünglich aus Österreich stammender Familienname. Während des 20. Jahrhunderts emigrierten viele Träger des Nachnamens nach Deutschland, vor allem in den Südosten, weshalb der Name heute auch dort relativ verbreitet ist. In München trägt eine Straße den Familiennamen.
In Österreich haben die „Rabls“ eine lange Tradition als Ärztefamilie des Bildungsbürgertums, deren Wurzeln historisch bis zum Anfang des 17. Jahrhunderts belegt sind. Geographisch liegen die Wurzeln der Familie vor allem in und um Graz.

## Namensträger
- Andreas Rabl (* 1972), österreichischer Politiker (FPÖ)
- Carl Rabl (1853–1917), österreichischer Arzt und Anatom
- Christian Rabl (* 1971), österreichischer Jurist und Hochschullehrer
- Erich Rabl (* 1948), österreichischer Autor, Lehrer, Historiker und Archivleiter
- Ernst Rabl (* 1942), österreichischer Basketballspieler
- Franz Rabl (1928–2007), österreichischer Politiker
- Franziska Rabl (* 1975), deutsche Sängerin in der Stimmlage Mezzosopran
- Günther Rabl (* 1953), österreichischer Elektroakustiker
- Hans Rabl  (1868–1936), österreichischer Mediziner
- Helga Rabl-Stadler (* 1948), österreichische Politikerin, Unternehmerin sowie Präsidentin des Direktoriums der Salzburger Festspiele
- Heinrich Rabl, österreichischer Jurist und Beamter der Post- und Telegraphenverwaltung
- Hermann Rabl-Rückhard (1839–1905), preußischer Militärarzt und Anatom
- Josef Rabl (Alpinist) (1844–1923), österreichischer Alpinist und Fachschriftsteller
- Josef Rabl (* 1949), deutscher Altphilologe
- Maria Magdalena Rabl (* 1976), deutsche Theater-Schauspielerin und Musicaldarstellerin
- Max Rabl (1898–1964), österreichischer Politiker
- Michael Rabl (* 1968), österreichischer Wissenschaftsmanager, Ingenieur und Hochschullehrer
- Peter Rabl (* 1948), österreichischer Journalist
- Roman Rabl (* 1991), österreichischer Monoskifahrer
- Rudolf Rabl (1889–1951), tschechischer Jurist und Diplomat
- Rudolf Rabl (Mediziner) (1901–1988), deutscher Mediziner und Hochschullehrer
- Stephan Rabl (* 1964), österreichischer Kulturschaffender
- Walter Rabl (1873–1940), österreichischer Dirigent und Komponist